# Bethanië (Horn)

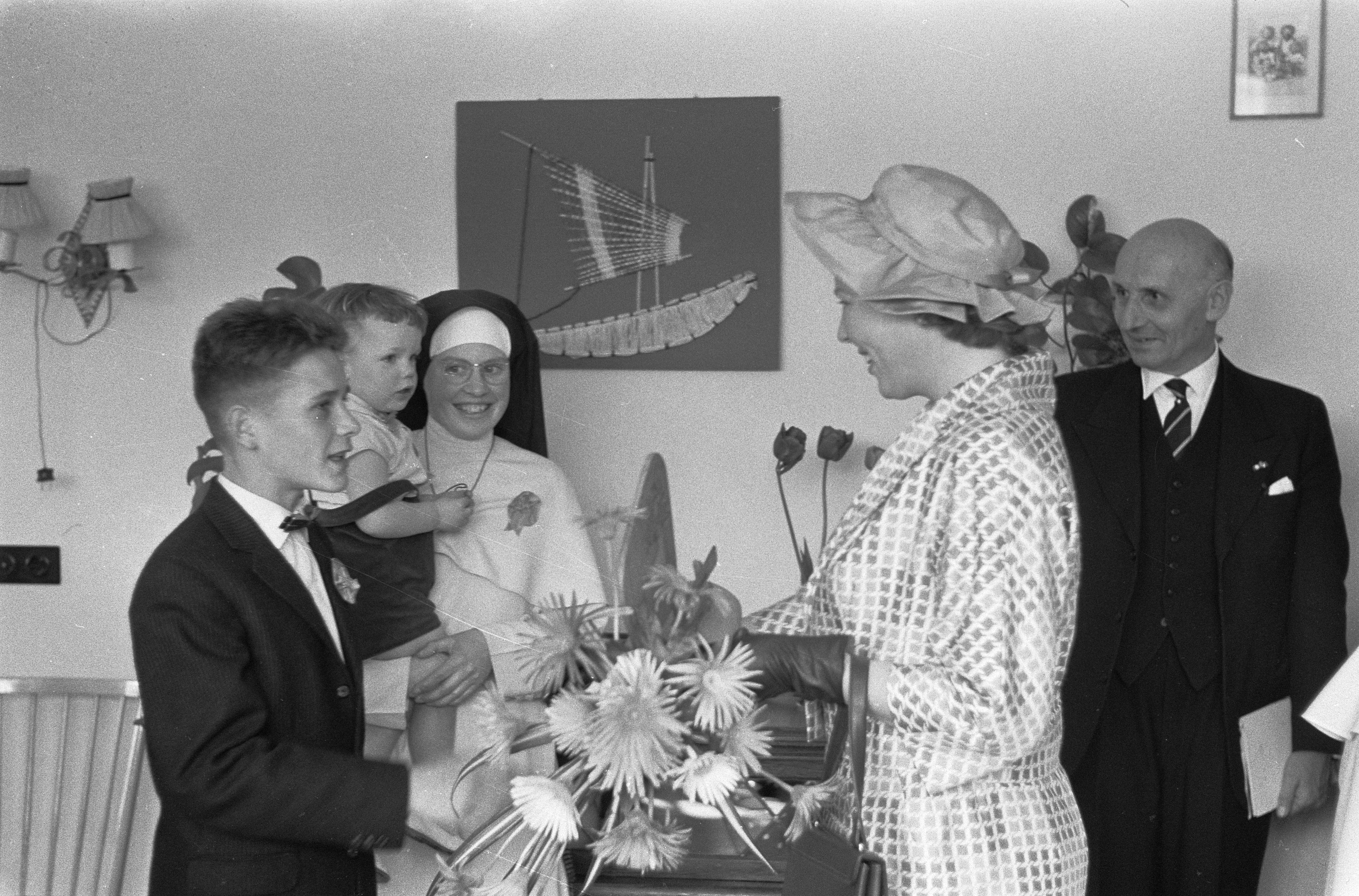
Prinses Beatrix op bezoek bij RK Jeugddorp Bethanië te Horn (1960)

Bethanië is de naam van een klooster met bijbehorend jeugddorp aan Bergerweg 23 te Horn.
Het Jeugddorp werd gesticht door de Zusters Dominicanessen van Bethanië en in gebruik genomen in 1957. De officiële opening, in het bijzijn van de toenmalige prinses Beatrix, vond plaats in 1960. Het betrof opvang van uit huis geplaatste jongeren.
In 1959 werd het klooster opgeleverd. De zusters kwamen van Magdalenahof te Exaten bij Baexem, waar al een zorginstelling bestond voor kinderen van veroordeelde NSB'ers en andere oorlogsmisdadigers (Tehuis voor Bijzondere Jeugdzorg). Vanaf 1983 was de directie in handen van niet-geestelijken en in 1988 fuseerde men met Huize Clara Fey te Roermond.
Later werd het Jeugddorp onderdeel van Rubicon Jeugdzorg. In 2020 werd Rubicon overgenomen door Pactum.
In 2025 is het oude klooster volledig gerenoveerd en gemoderniseerd. Er is een binnentuin met vrije groene buitenruimte rondom het pand. Huize Bethanië omvat 26 zorg- en vier zorgsuites voor individuele senioren en echtparen met een intensieve zorgvraag. Daarnaast zijn er twaalf "assisted living" appartementen, waar mensen zelfstandig kunnen wonen met de nabijheid van gastvrijheid en zorg.